# Actes et documents du Saint-Siège relatifs à la Seconde Guerre mondiale
Les Actes et documents du Saint-Siège relatifs à la Seconde Guerre mondiale, souvent abrégé en ADSS, est un ouvrage formé de onze volumes de documents divers tirés des archives secrètes du Vatican, compilés par les historiens jésuites Pierre Blet (France), Angelo Martini (Italie), Burkhart Schneider (Allemagne), et Robert Graham (États-Unis), avec l'autorisation de Paul VI donnée en 1964. Il fut publié de 1965 à 1981.
Cet ouvrage est une exception au délai de soixante-quinze ans imposé de facto par le Vatican pour l'ouverture de ses archives. Cette exception est motivée par la controverse soulevée durant les années suivant la guerre, dans le monde des historiens d'abord puis popularisée par la pièce de théâtre de Rolf Hochhuth, intitulée Le Vicaire.
La plupart des documents sont en italien, et aucun n'a été traduit. Les introductions et brèves descriptions sont rédigées en français. Un seul volume a été traduit en anglais.
Cinq volumes traitent de la Seconde Guerre mondiale par ordre chronologique. Quatre volumes traitent des activités humanitaires du Saint-Siège pendant la guerre, par ordre chronologique également. L'avant-dernier volume publie la correspondance de Pie XII avec les évêques allemands, pendant et après la guerre. Enfin, le dernier volume couvre la Pologne et les Pays baltes.
Considérant la masse initiale de documents, cette collection est loin d'être complète, bien que ses auteurs la décrivent comme étant un extrait représentatif. Manquent notamment la plupart des lettres que l'évêque de Berlin, Konrad Preysing, a adressées à Pie XII en 1943 et 1944, les documents de l'évêque autrichien Alois Hudal, et quasiment tout ce qui concerne l'Europe de l'Est, mises à part les deux régions précitées.

## État de l'ouverture des archives
Les archives correspondant à l'ensemble du pontificat de Pie XI, c'est-à-dire jusqu'en 1939, ont été rendues accessibles en 2006. Selon le porte-parole du Vatican, celles correspondant au pontificat de Pie XII, représentant environ 16 millions de feuillets, sont consultables depuis le 2 mars 2020.